# Jean Noël Hallé
Pour les articles homonymes, voir Hallé.
Jean Noël Hallé est un médecin français, né à Paris le 2 janvier 1754  et mort dans cette même ville le 11 février 1822. Promoteur de la vaccination et de l'enseignement de l'hygiène, il est surtout connu pour avoir été premier médecin de Napoléon.

## Biographie

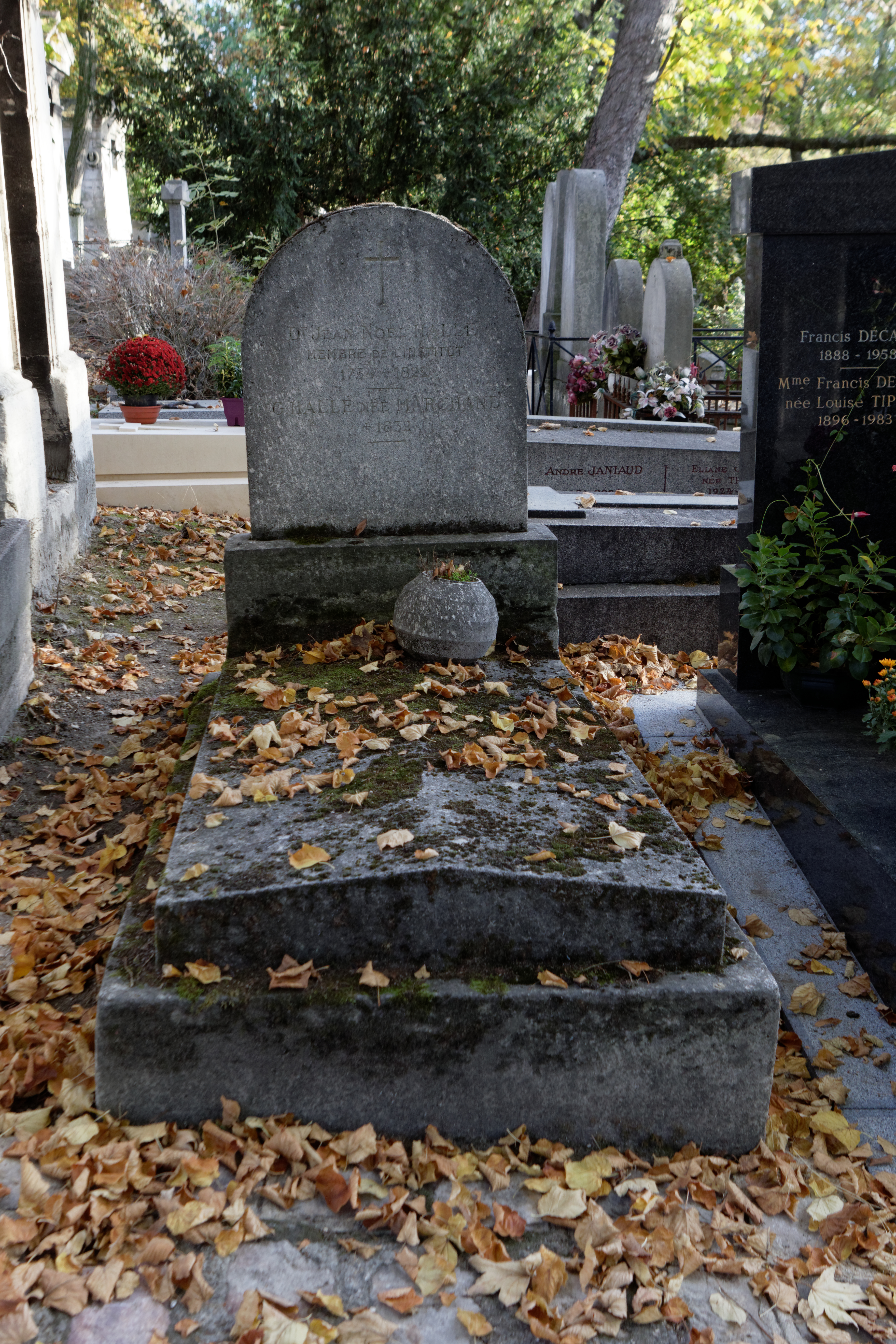
Tombe au cimetière du Père-Lachaise.

Fils du peintre Noël Hallé, directeur de l'École de Rome, il devient docteur en médecine en 1770. Il est successivement professeur de physique médicale et d'hygiène à l'École de santé de Paris, professeur au Collège de France en 1805, professeur à la faculté de médecine, médecin ordinaire de Napoléon. Il est membre de l'Académie nationale de médecine. En 1795, il est élu membre de l’Académie des sciences, dont il est président en 1813.
C'est Hallé qui a créé en France l'enseignement de l'hygiène. Il est l'un des éditeurs du Code des médicaments, ou Pharmacopée française, paru en 1813, et l'un des collaborateurs au Dictionnaire des Sciences médicales et à l'Encyclopédie méthodique. Il étudie les effets du camphre, le cancer du sein, et il est l’un des promoteurs de la vaccination. Il est l'auteur avec Étienne Tourtelle d'un traité d'Hygiène, paru en 1837. C’est lui qui défend Antoine Lavoisier à son procès devant la Convention nationale.
Jean Noël Hallé est également l'éditeur des Œuvres complètes de Samuel Auguste Tissot, parues en onze volumes entre 1809 et 1813. Il a par ailleurs publié, en 1785, des Recherches sur la nature et les effets du méphitisme des fosses d'aisance.
Il est inhumé au cimetière du Père-Lachaise (10e division),

## Publications
- Des optimo maximo uni et trino, virgini Dei-Paræ, et L. Lucæ, orthodoxorum medicorum patrono. Quæstio medico, quodlibet-ariis disputationibus, mane discutienda in schalis medicorum, die Jovis decima nonã mensis decembis, anno Domini 1776. M°. Henrico-Alexandro Tessier, clerico Carnuteuse e Regiã societate medica Parisiensi, pro Epidemiis instituta, Doctore Medico, Prœside. Andetur incorporeanimato vistonica. Proponebat Parisiis Joannes-Notalis Hallé, Parisinus, Soluberrime Facultatis Medicinæ Parisiensis Baccalaureus, Thescos Auctor A. R. S. Il. 1776. a texta ad meridien / Parisiis : typis Quillau, 1776
- Quaestio medica... An detur in corpore animato vis tonica? / Alexandre Henri Tessier / [Parisiis : Quillau , 1776]
- Détail des expériences faites par M. de Jussieu, de Lalouette, Jeanroy et Hallé,... pour déterminer les propriétés et les effets de la racine de Dentelaire dans le traitement de la gale; rédigé par M. Jean Noël Hallé... / Paris : Impr. de Monsieur, 1781
- Histoire de la Société royale de médecine. Année M. DCC. LXXIX. Avec les mémoires de médecine & de physique médicale, pour la même année. Tirés des registres de cette Société. / A Paris : de l'imprimerie de Monsieur, sous la direction de P.-Fr. Didot le jeune, libraire de la Société royale de médecine. M. DCC. LXXXII., 1782
- Rapport fait par ordre du gouvernement, sur un mémoire concernant la méthode employée par feu M. Doulcet... dans le traitement d'une maladie qui attaque les femmes en couche, & que l'on connoît sous le nom de fièvre puerpérale. Lu dans la séance de la Société royale de médecine, tenue au Louvre le 6 septembre 1782 [signé Lassone, Geoffroy, Lorry, Mauduyt, Vicq-d'Azyr, Jeanroy, Hallé] / A Paris : de l'imprimerie de Ph.-D. Pierres, Imprimeur Ordinaire du Roi, de la Société Royale de Médecine, &c. rue Saint-Jacques. M. DCC. LXXXII, 1782
- Histoire de la Société royale de médecine. Années M. DCC. LXXXII et M. DCC. LXXXIII. Avec les mémoires de médecine et de physique médicale, pour les mêmes années, tirés des registres de la Société. / A Paris : chez Théophile Barrois le jeune, libraire de la Société royale de médecine, quai des Augustins, no 18. M. DCC. LXXXVII., 1787
- Histoire de la Société royale de médecine. Années M. DCC. LXXXIV & LXXXV. Avec les mémoires de médecine & de physique médicale pour les mêmes années, tirés des registres de la Société. / A Paris : chez Théophile Barrois, le jeune, libraire de la Société royale de médecine, quai des Augustins, no 18. M. DCC. LXXXVIII., 1788
- Histoire de la Société royale de médecine. Année M. DCC. LXXXVI. Avec les mémoires de médecine et de physique médicale, pour la même année, tirés des registres de cette Société. / A Paris : chez Théophile Barrois le jeune, libraire de la Société royale de médecine, quai des Augustins, no 18. M. DCC. LXXXX., 1790
- Histoire de la Société de médecine, année M. DCC. LXXXIX ; avec les mémoires de médecine et de physique médicale, pour la même année. Tome dixième. Publié par l'école de santé de Paris. / A Paris : chez Didot le jeune, imprimeur-libraire de l'ecole de santé de Paris, quai des Augustins, no 22. L'an VI., 1797/98
- Compte rendu à la classe des sciences mathématiques et physiques de l'Institut national, des premières expériences faites en floréal et prairial de l'an 5, par la commission nommée pour examiner et vérifier les phénomènes du galvanisme, Paris, 1798
- Mémoire sur la distinction des tempéraments, Paris, 1799
- Cours d'hygiène, par Mr Hallé... (suivi de) Aphorismes / de Peyrilhe / Ms. Paris, 1801
- Avis. Réclamation de M. Hallé sur un ouvrage annoncé dans les journaux, avec ce titre : Hygiène, ou l'art de conserver la santé rédigé d'après les principes de l'Encyclopédie où l'on trouve l'analyse des leçons du savant M. Hallé, etc. Par une société de médecin / Paris : chez Albert, 1808
- Rapport sur les effets d'un remède proposé pour le traitement de la goutte / Par M. Hallé... / Deuxième édition. / A Paris : chez Méquignon et Madame Huzard, 1810
- Rapport sur les effets d'un remède proposé pour le traitement de la goutte, fait à la Faculté de Médecine de Paris, au nom d'une Commission nommée par ordre du Ministre de l'intérieur, par M. Hallé, 2e édition, Paris : chez Méquignon l'aîné, 1810
- Institut impérial de France. Exposition des faits recueillis jusqu'à présent concernant les effets de la vaccination et examen des objections qu'on a faites en différens temps et que quelques personnes font encore contre cette pratique. Lu à la classe des sciences physiques et mathématiques par MM. Berthollet, Percy et Hallé, rapporteur, le 17 août 1812, Jean-Noël Hallé, Paris, : impr. de F. Didot, 1812
- Rapport de la faculté de médecine, en réponse à la demande du Ministre de l'Intérieur, relativement à la nécessité de prévenir l'introduction de la fièvre jaune, par la voie des communications commerciales, par les Professeurs Chaussier, J. J. Leroux et Hallé, Goettingae 1818, 1818
- Recherches sur l'inflammation de l'arachnoïde cérébrale et spinale [Texte imprimé] : ou histoire théorique et pratique de l'arachnitis / ouvrage fait conjointement par Parent-Duchatelet, etc. et L. Martinet, etc. / Paris : Crevot, 1821
- Recherches sur l'inflammation de l'arachnoïde cérébrale et spinale ou histoire théorique et pratique de l'arachnitis, Parent-Duchatel, etc. et L. Martinet, etc. / par MM. Portal, Pelletan, Hallé et Duméril / Paris : Gabon et Compagnie, 1825
- Hygiène / par E. Tourtelle et J.-N. Hallé, etc. ; avec des additions et des notes par E. Bricheteau / Paris : au bureau de l'Encyclopédie, 1837
- Traité d'hygiène, par E. Tourtelle et J.-N. Hallé, etc. ; avec des additions et des notes par E. Bricheteau / Paris : M. Gautret, 1838
- Traité d'hygiène, par E. Tourtelle et J. N. Hallé, etc. ; avec des additions et des notes par E. Bricheteau / Paris : Delahays, 1855
- Recherches sur la nature et les effets du méphitisme des fosses d'aisance, Par M. Hallé, etc. Imprimé par ordre du gouvernement / Edition électronique : numérisation 2007 / Paris : BIUM, 2007
- Recherches anatomiques sur la position des glandes, et sur leur action, Nouv. éd. augm. de Réflexions destinées aux jeunes élèves que liront cet ouvrage, Paris : Brosson [etc.], An VIII [1799/1800]
- Mémoire sur les observations fondamentales d'après lesquelles peut être établie la distinction des tempéramens par Jean Noël Hallé / [S. l.] : [s. n.], [ca 1800]
- Compte rendu à la classe des sciences mathématiques & physiques de l'Institut national, des premières expériences faites en floréal & prairial de l'an 5, par la commission nommée pour examiner & vérifier les phénomènes du galvanisme / par Hallé / [S.l.] : [s.n.], [circa 1798]
- Séance publique de l'École de médecine de Paris. Du 5 brumaire an 11. Discours du citoyen Hallé, président de l'école, Paris, oct. 1802
- Rapport fait au nom de la Commission nommée par la Classe des Sciences, mathématiques et physiques, pour l'examen de la méthode de préserver de la petite vérole par l'inoculation de la vaccine / [signé Portal, Fourcroy, Huzard, Hallé] / Paris : impr. Baudouin, an XI (1803)
- Recherches sur la nature et les effets du méphitisme des fosses d'aisance. Par M. Hallé, de la Faculté de médecine de Paris, de la Société royale de médecine. Imprimé par ordre du gouvernement.
- Rapport sur les effets d'un remède proposé pour le traitement de la goutte, fait à la Faculté de médecine de Paris, au nom d'une Commission nommée par ordre du Ministre de l'intérieur, par M. Hallé, rapporteur, A Paris, de l'imprimerie impériale. Novembre 1809
- Séance publique de la Faculté de médecine de Paris, le 4 novembre 1815. [Discours de J.-N. Hallé pour l'ouverture des cours de l'année 1815.]

## Décorations
- : Chevalier de la Légion d'honneur[1].
- : Chevalier de l'ordre de Saint-Michel[2].

## Titres
- Chevalier Jean-Noël Hallé et de l'Empire par décret impérial du 3 décembre 1809[5].

## Hommage

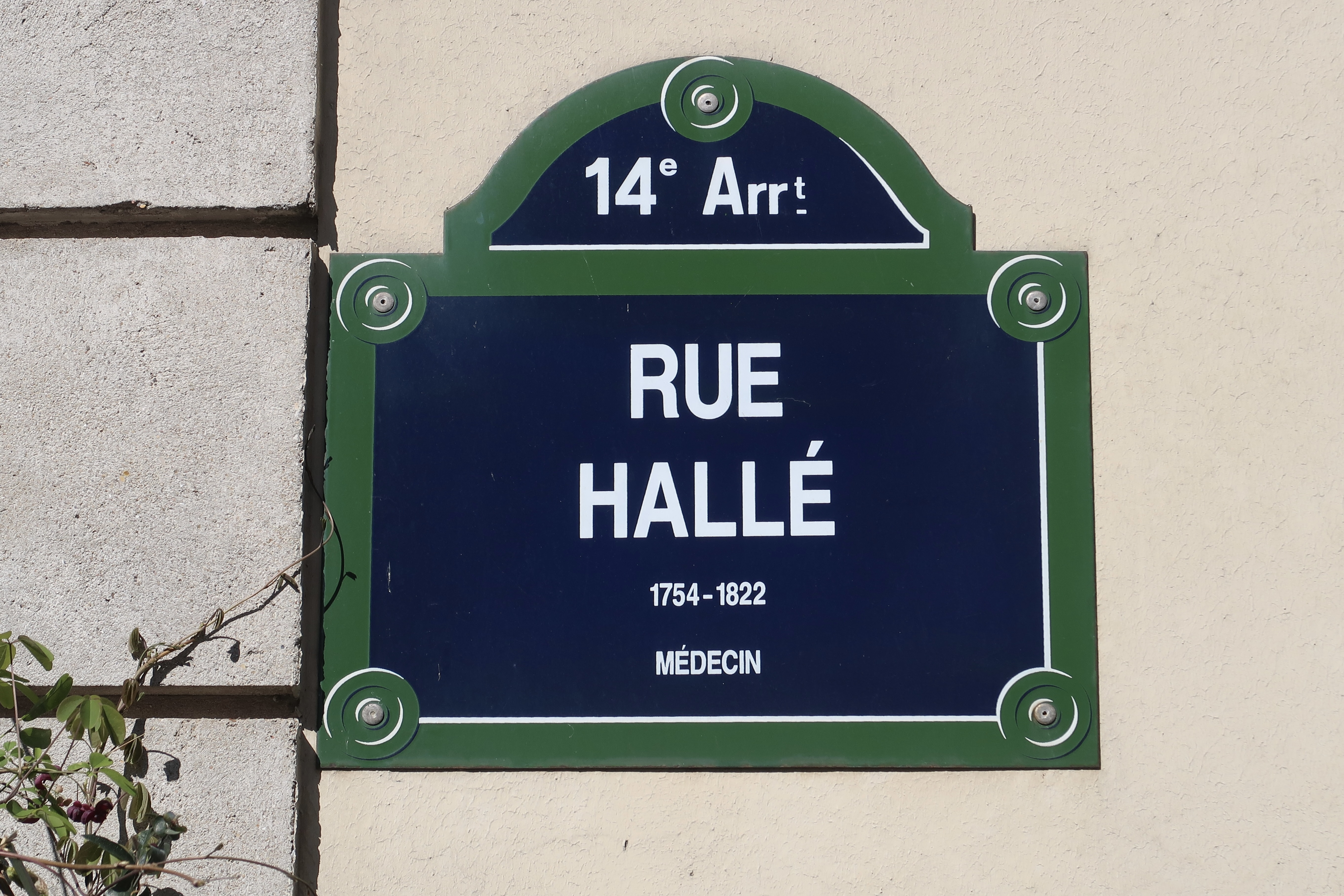
Plaque de la rue Hallé à Paris.

- Rue Hallé et villa Hallé à Paris.

## Armoiries
| Figure | Blasonnement |
|        | Armes de la famille Hallé D’azur, au chevron d’or surbrisé, chargé de deux demi-vols d’argent en chef et d’un en pointe ; l'écu sommé d'un casque d'acier taré de profil, la visière ouverte, le nazal relevé et le ventail abaissé, montrant trois grille à sa visière. Grandmaison observe dans son dictionnaire héraldique, que cette forme de casque appartenait au gentilhomme de trois-races [...]. |
|        | Armes du chevalier Jean-Noël et de l'Empire Descriptif à saisir. |